# Tschingelhorn
Das Tschingelhorn ist im Verhältnis zu dem in seiner Nachbarschaft gelegenen Dreigestirn Eiger, Mönch und Jungfrau ein relativ unbekannter und mit 3555 m ü. M. eher niedriger Gipfel im Berner Oberland (Schweiz). Dennoch ist es aufgrund seiner reizvollen Umgebung Teil des UNESCO-Weltnaturerbes Jungfrau-Aletsch-Bietschhorn.
Der Normalweg ist eine technisch wenig schwierige, dafür jedoch konditionell recht anspruchsvolle Zweitagestour. Sie führt am ersten Tag von Stechelberg im Lauterbrunnental über den Obersteinberg und den Tschingelfirn (Spalten – Hochtourenausrüstung erforderlich) zur Mutthornhütte. Am zweiten Tag zieht die Route von der Hütte weiter über den Gletscher und nach einer Überquerung des Petersgrates durch ein mässig steiles Firncouloir sowie über den Westgrat zum Gipfel.
Westlich liegt das Chly Tschingelhorn (3494 m ü. M.), von dem zum Tschingelhorn traversiert werden kann (III).